# 야하타역
야하타역(일본어: 八幡駅)은 일본 후쿠오카현 기타큐슈시 야하타히가시구에 위치한 규슈 여객철도 소속 철도역이며, 가고시마 본선 정차역이다.

## 역 구조 및 승강장
섬식 승강장 2면 4선을 가지는 고가역. 선로와 플랫폼이 역사가 같은 높이에 있어, 그것들을 잇는 통로와 북쪽 출입구의 자유 통로와 아래를 지나고 있다.
구 야하타 역사는 1955년에 지어져, 50년이 가까운 노후화가 되자 2007년 1월부터 해체· 신 역사 건설 작업을 해 이전, 역 사무소 · 매표기 · 개찰은 본래의 역사 부지에서 서쪽으로 지어진 프리패브의 임시 역사로 옮겼다. 11월 1일, 신 역사에서의 프레오푼을 해 일찍이 같은 역에 입주하고 있던 JR 규슈 그룹의 트란돌과 같이 JR 규슈의 산하 기업인 드러그 일레븐의 점포가 입주한 것 외, 신역사는 지상 5층이며 지상 2층 - 5층은 입체 주차장이라고 하는 구조가 되었다. 2008년 3월 1일 정식 오픈했다.
규슈 여객철도의 직영역이며, 발권 창구가 마련되어 있다.
| 플랫폼 | 노선            | 방향   | 행선지                            |
| 1      | ■ 가고시마 본선 | 하행선 | 오리오 · 하카타 · 오무타 방면     |
| 2      | ■ 가고시마 본선 | 상행선 | 고쿠라 · 모지코 · 시모노세키 방면 |

## 역 주변
- 사와라비 가덴 몰
- 기타큐슈 야하타히가시 병원
- 기타큐슈 시립 야하타 병원
- 기타큐슈 시립 야하타 도서관
- 기타큐슈 시립 야하타 시민회관
- 규슈 국제 대학
- 사라쿠라 산

## 인접 역
| 가고시마 본선             | 가고시마 본선   | 가고시마 본선          |
| ------------------------- | --------------- | ---------------------- |
| 도바타 모지 항 방면       | ■ 쾌속 · 준쾌속 | 구로사키 아라오 방면   |
| 스페이스월드 모지 항 방면 | ■ 쾌속 · 보통   | 구로사키 가고시마 방면 |